# Baronia del Pariatge
La Baronia del Pariatge o Baronia d'Andratx fou una baronia de Mallorca que comprenia els territoris sota jurisdicció del bisbe i del rei de Mallorca d'acord amb el contracte de pariatge signat el 1323. Comprenia, a grans trets, els actuals termes municipals d'Andratx (la vila principal), Calvià, Estellencs, Puigpunyent, Marratxí, un grapat d'alqueries del pla de Sant Jordi i bona part del terme de la parròquia de Santa Creu.
Els orígens de la baronia els cal cercar en el mateix Repartiment: la part proporcional a allò que havia aportat el bisbe de Barcelona per la Conquesta de Mallorca. Aquestes terres constituïren allò que hom anomenà baronia del bisbe de Barcelona, la qual era administrada dels seus feudataris. Aquest domini es mantengué durant un segle. La nova política dels reis de Mallorca per atreure i integrar els dominis senyorials que no havien pertocat al rei i que ja havia aconseguit les possessions dels altres grans beneficiaris del Repartiment portà el rei Sanç a assolir un contracte signat a Perpinyà el 1323 pel qual el govern i l'administració de la baronia dels bisbes de Barcelona a Mallorca es faria a parts iguals entre el bisbe i el rei, que romangueren com a senyors del territori de la baronia en règim de propietat compartida.
Això afectava tots els aspectes administratius de la baronia: l'elecció dels batles de cada parròquia aniria a càrrec un any del rei i un any del bisbe alternativament, i també requeien sobre els dos per igual els imposts, la justícia i les multes i confiscacions de béns. L'administració de la baronia requeia en una cúria eclesiàstica, la qual era nomenada conjuntament per part d'ambdós copropietaris. El rei, val a dir, tenia competència exclusiva en les apel·lacions d'última instància. A més, disposava lliurement del territori comprès entre la Punta de na Galinda i Cala en Basset, amb el Pantaleu i Sant Elm, que aleshores comptava amb una petita població i amb una torre que ja era de propietat reial; mentre que el bisbe s'aturava l'illa de la Dragonera.
Aquest sistema pervisqué durant molts de segles; fins i tot sobrevisqué el decret de Nova Planta, fins que les Corts de Cadis l'aboliren el 1811 i tot plegat passà a ser de propietat reial.